# هجوم حلب (أغسطس–سبتمبر 2016)
كان هجوم حلب (أغسطس–سبتمبر 2016) هجوما مضادا للجيش السوري أطلق على الضواحي الجنوبية لحلب في منتصف سبتمبر 2016. وكان الهدف من الهجوم هو إعادة الاستيلاء على الأراضي التي فقدت بسبب هجوم المعارضة في وقت سابق من أغسطس ومحاصرة الجزء الذي تسيطر عليه المعارضة من حلب مرة أخرى.

## الهجوم

### القتال في مشروع 1070 شقة
في الفترة ما بين 11 و17 أغسطس، شن الجيش عدة هجمات مضادة، بالدّرجة الأولى على مشروع 1070 شقة. وخلال القتال الذي جرى في 11 أغسطس، قُتل 29 من مقاتلي الحكومة وما يصل إلى 20 من مقاتلي المعارضة. وبحلول 17 أغسطس، استعادت القوات الحكومية حوالي 70% من المنطقة.
في وقت مبكر من يوم 14 أغسطس، شنّت المُعارضة هجومًا كبيرًا على مصنع الإسمنت الذي يسيطر عليه الجيش، في محاولة لتوسيع خط إمداد الجماعات المسلحة الذي يبلغ طوله 4 كيلومترات. وقد صُدَّ الهجوم بعد قتال عنيف لأكثر من يوم، حيث قُتل 35 من مسلّحي المُعارضة و17 جنديًا سوريًّا. في مساء يوم 15 أغسطس، شن الجيش السوري وحزب الله هجومًا مضادًا جديدًا في مشروع 1070 شقة بحي الحمدانية، وفي الصباح التالي اخترقوا أخيرا خط الدفاع الأول للمعارضة، ويُقال أنهم أمنوا حوالي 80% من المنطقة.

### معركة الكلية العسكرية
في 17 أغسطس، بعد سيطرتها على معظم أجزاء "مشروع 1070 شقة" في حي الحمدانية، اقتحمت القوات الحكومية الكلية الفنية الجوية. قُتل مدير الكلية اللواء ديب بازي أثناء قيادته الهجوم. كانت القوات الحكومية غير قادرة على تعزيز مواقعها في الكلية الجوية، مما أدى إلى انسابحها أثناء شنّ المتمردين لهجوم مُضاد. في اليوم التالي، استولى الجيش السوري على قرى القراصي وتل صنوبرات والعامرية في ريف حلب الجنوبي. تمكنت قوات المتمردين لاحقًا من استعادة القرى الثلاث.
في 19 أغسطس، وصلت تعزيزات الحرس الجمهوري السوري من دمشق إلى حلب لشن هجوم جديد على مدرسة المدفعية، بدأ في وقت لاحق من ذلك اليوم. وفي الوقت نفسه، شنت القوات الحكومية، بدعم من الحرس الثوري الإيراني والميليشيات الشيعية، هجومًا آخر للاستيلاء على قرية القراصي التي كانت تعتبر البوابة لمدينة خان طومان ذات الأهمية الاستراتيجية. في الليلة التالية، استولت القوات الحكومية على تل الأقرع، وبالتالي قامت بقطع الطريق بين دفاعات المتمرّدين في كلية المدفعية وبين قواتهم الرئيسية. في 20 أغسطس، اقتحم المقاتلون الموالون للحكومة قرية القراصي مرة أخرى.
في 21 أغسطس، استولت القوات الحكومية على كل من تلّة أم القرع التي تطل على الطريق الواصل بين خان طومان وحي الراموسة قُربَ القراصي، وعلى تلّة تضمّ برجًا لسيريتل. في الفترة من 21 إلى 24 أغسطس، شن المتمردون أربعة هجمات مضادة في محاولة لاستعادة تلة أم القرع، لكن تمكن الجيش من صد جميع الهجمات. تكبّد الجانبان خسائر فادحة خلال القتال، لكن خسائر المتمردين كانت أكبر بكثير.
في 22 أغسطس، واصلت القوات الموالية للحكومة هجومها، وسيطرت على كل من دوار وجسر الراموسة، وبعد ذلك اقتحمت كلية المدفعية، مما أدى إلى معركة شرسة مع المتمرّدين المتحصنين فيها. في النهاية، نجحَ المتمردون في استعادة الكلية بعد طرد القوات الحكومية. بين 23 و27 أغسطس، شنت القوات الموالية للحكومة عدة هجمات على كل من كلّية الهندسة التقنية ومشروع 1070؛ لكنها لم تتمكن من إحراز أي تقدم، بالرغم من تمكّنها بشكل مؤقت من السيطرة على بضعة أجزاء من الكلية. نظرًا لفشل القوات الموالية للحكومة في تحقيق مزيد من التقدم في كلية الهندسة التقنية، فقد ركّزت بدلاً من ذلك على قرية تل صنوبريات ذات الأهمية الاستراتيجية. استولى الجيش السوري وحزب الله عليها في 30 أغسطس، بعدما نجح هجوم بقيادة قوات النمر في الاستيلاء مجددًا على بلدة القراصي وعلى تلّتها وتل عمارة.
وصلَ في ذات اليوم أكثر من 120 من جنود المشاة البحرية الروسية وبرفقتهم مركبات قتالية، من اللاذقية إلى حلب. حيث جاؤوا للعمل كمستشارين عسكريين للقوات الحكومية.
في 1 سبتمبر، اقتحمت القوات الموالية للحكومة كلية التسليح، مما أدى إلى معركة شرسة للغاية أسفرت عن خسائر فادحة لكل من المتمردين والجيش. بعد ثلاثة أيام من القتال، هاجمت قوات النمر وقوات لواء القدس الكلية من الشمال، بينما شنّت وحدات الجيش العربي السوري هجومًا متزامنًا من الجنوب، واستطاعت أخيرًا التغلّب على دفاعات المتمردين واستولت على الكلية بأكملها. وهكذا أعادت القوات الحكومية حصار المناطق التي يسيطر عليها المتمردون في حلب.

### انهيار خطوط المتمردين
في 5 سبتمبر، انهارت الخطوط الأمامية للمتمردين في جنوب حلب، حيث اجتاحت القوات الموالية للحكومة ثلاث قرى، وثلاثة تلال، ومصنعين، ومنشأتين للتخزين، وقاعدة للدفاع الجوي، ومحجر. كما أفيد بأن المتمردين قد انسحبوا من مشاريع 1070 ومدرسة الحكمة. غير أنه أفيد في وقت لاحق باستمرار القتال في مشاريع 1070، حيث وردت تقارير متضاربة عن من يسيطر على معظم المنطقة.
في 6 سبتمبر، هاجمت قوات موالية للحكومة منطقة الراموسة، وأفادت التقارير بأنها استولت على فرن الراموسة ومعمل الدباغات. وشنت أيضا هجوما بالقرب من بلدة خان طومان، واستولت على مستودعات ذخيرة خان طومان وبعض النقاط في ضواحي البلدة. وخلال اليومين التاليين، استولى الجيش السوري على منطقة الراموسة بكاملها، وأعاد فتح طريق الراموسة لتزويد حلب الغربية التي تسيطر عليها الحكومة بحلول 9 سبتمبر. وفي غضون ذلك، أجريت غارة جوية على اجتماع رفيع المستوى لكبار قادة جيش الفتح بالقرب من حلب، مما أدى إلى مقتل العديد من قادة جبهة فتح الشام، أبرزهم أبو هاجر الحمصي، القائد العسكري الأعلى للجماعة. وقد اتهم المتمردون الولايات المتحدة في بادئ الأمر بإجراء الضربة، إلا أن البنتاغون قد أنكر ذلك ثم تحملت روسيا المسؤولية.
في الفترة من 10 إلى 11 سبتمبر، استمر الجيش السوري وحلفاؤه في التقدم في مشروع الإسكان في الحمدانية 1070 وفي منطقة العامرية. واستمروا أيضا في استهداف مدرسة الحكمة.
في 11 سبتمبر، أوقفت الغارات الجوية احتفالات عيد الأضحى في المناطق التي يسيطر عليها المتمردون في حلب وإدلب. وقد تفاوض المسؤولون الأمريكيون والروس على وقف إطلاق النار قبل ساعات، الذي كان سيبدأ نفاذه في وقت لاحق من اليوم التالي عند غروب الشمس.